# Monti Affilani
I Monti Affilani costituiscono una catena montuosa di origine calcarea appartenente al subappennino laziale.

## Localizzazione
La catena montuosa è compresa tra i monti Simbruini a nord-est, gli altipiani di Arcinazzo a sud, e i monti Ruffi ad ovest e in essi ricadono i comuni di Arcinazzo Romano, Trevi nel Lazio e Affile.

## Descrizione
I monti Affilani si sviluppano seguendo un andamento da nord-ovest a sud-est.
Le cime più alte sono:
- Monte delle Pianezze, 1.332 m s.l.m.
- Monte Altuino, 1.271 m s.l.m.
- Monte della Croce, anche detto "Monte Affilano" dagli abitanti del comune di Affile, 1.158 m s.l.m.